# Michael A. Keltz

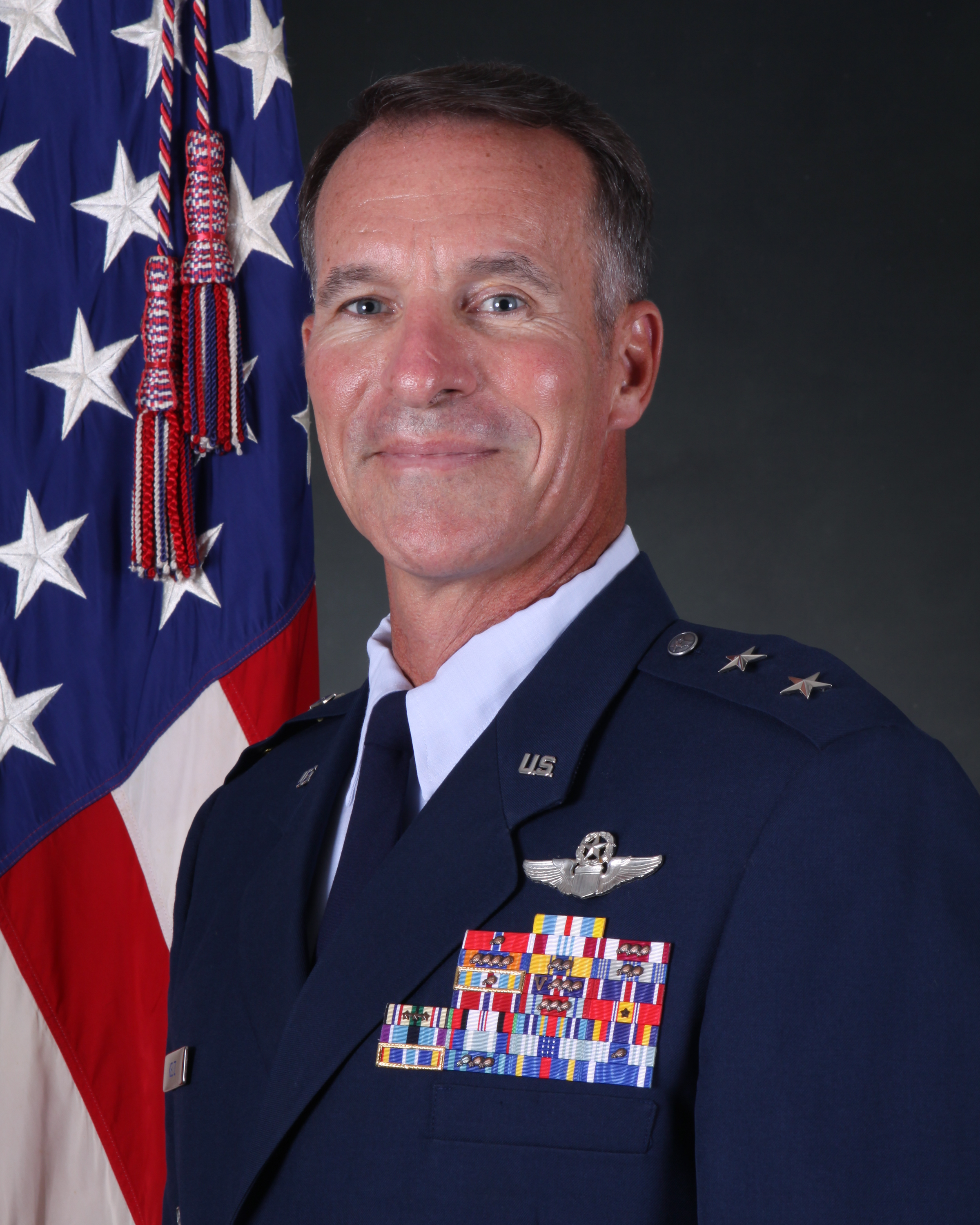
Michael A. Keltz (2011)

Michael A. Keltz (* um 1959) ist ein pensionierter Generalmajor der United States Air Force. Er war unter anderem Kommandeur der 19. Luftflotte  (Nineteenth Air Force).
Im Jahr 1981 absolvierte er die United States Air Force Academy in Colorado Springs. Nach seiner Graduation wurde er als Leutnant in das Offizierskorps der Air Force aufgenommen. In der Folge durchlief er alle Offiziersgrade vom Leutnant bis zum Zwei-Sterne-General.
Im Lauf seiner militärischen Karriere absolvierte er verschiedene Kurse und Schulungen. Dazu gehörten unter anderem eine Ausbildung zum Kampfpiloten und weitere Fortbildungskurse als Pilot neuer Flugzeugtypen; die Squadron Officer School auf der Maxwell Air Force Base in Alabama; das Command and General Staff College der United States Army in Fort Leavenworth in Kansas; das Air War College und der Joint Force Air Component Commander Course, beide auf der Maxwell AFB; der Joint Force Maritime Component Course beim Naval War College in Newport in Rhode Island sowie der Senior Officer Joint Information Operations Course und der Joint Flag Officer Warfighting Course, beide wieder auf der Maxwell AFB. Außerdem erhielt er einen akademischen Grad von der Troy University.
In seinen frühen Jahren als Offizier der Luftwaffe war er an verschiedenen Stützpunkten in den Vereinigten Staaten stationiert. Dabei war er als Pilot, Flugausbilder oder Stabsoffizier bei unterschiedlichen Einheiten tätig. Dazwischen absolvierte er die erwähnten Schulungen. Als Stabsoffizier war er unter anderem im Hauptquartier der Air Force tätig. Keltz war an Lufteinsätzen in Grenada, El Salvador, Panama und im Zweiten Golfkrieg beteiligt. Im Irakkrieg und im Krieg in Afghanistan kommandierte er geheime Luftoperationen (Commander for several classified joint task forces).
Zwischen Juli 2004 und Juli 2005 kommandierte Michael Keltz als Oberst das 386. Expeditionsgeschwader (386th Air Expeditionary Wing), das im Nahen Osten eingesetzt war. Danach gehörte er bis zum Februar 2007 auf der MacDill Air Force Base in Florida in unterschiedlichen Funktionen dem Stab des United States Special Operations Commands an. Sein nächster Auftrag führte ihn zur Osan Air Base in Südkorea. Zwischen Februar 2007 und August 2008 kommandierte er dort das 607th Air and Space Operations Center. Anschließend wurde er auf der gleichen Air Base stellvertretender Kommandeur der 7. Luftflotte und Stabschef der dortigen Luftstreitkräfte (Vice Commander, 7th Air Force, Air Forces Korea, and Chief of Staff, Air Component Command, Osan AB). Diese Aufgaben nahm er bis zum Juni 2010 wahr.
Nach seiner Mission in Südkorea wurde Michael Keltz auf die Hickham Air Force Base in Hawaii versetzt. Dort gehörte er zwischen Juni 2010 und Juli 2011 der Stabsabteilung für Operationen, Planungen, Programme und Bedarf (Deputy Director of Operations, Plans, Programs and Requirements) der Pacific Air Forces an. In der Folge blieb er in Hawaii, wurde aber zum Camp H. M. Smith versetzt. Bis zum Juni 2013 leitete er dort die Stabsabteilung für Planungen (J5) (Director, Strategic Planning and Policy (J5)) beim United States Pacific Command.
Anschließend wurde er zur Randolph Air Force Base in Texas beordert. Dort leitete er bis zum Oktober 2014 die Stabsabteilung für Aufklärung und nukleare Integration (Director of Intelligence, Operations and Nuclear Integration) im Hauptquartier des Air Education and Training Commands. Am 1. Oktober 2014 erhielt er auf demselben Luftwaffenstützpunkt das Kommando über die nach einer zweijährigen Deaktivierung neuaufgestellte 19. Luftflotte. Dieses Amt behielt er bis zu seinem Rücktritt am 23. Juni 2015. Sein Rücktritt erfolgte nach einer unangemessenen rassistischen Bemerkung. Gleichzeitig schied er aus dem aktiven Militärdienst aus.
Während seiner aktiven Zeit als Militärpilot absolvierte er über 4000 Flugstunden auf verschiedenen Flugzeugtypen.

## Daten der Beförderungen
| Abzeichen | Rang               | Jahr            |
| --------- | ------------------ | --------------- |
|           | Second Lieutenant  | 27. Mai 1981    |
|           | First Lieutenant   | 27. Mai 1983    |
|           | Captain            | 27. Mai 1985    |
|           | Major              | 1. Oktober 1993 |
|           | Lieutenant Colonel | 1. Mai 1998     |
|           | Colonel            | 1. Juli 2003    |
|           | Brigadier General  | 2. August 2008  |
|           | Major General      | . Oktober 2011  |

## Orden und Auszeichnungen
Michael Keltz erhielt im Lauf seiner militärischen Laufbahn unter anderem folgende Auszeichnungen:
- Defense Superior Service Medal
- Legion of Merit
- Bronze Star Medal
- Defense Meritorious Service Medal
- Meritorious Service Medal
- Air Medal